# المركز الاستشفائي الجامعي طنجة تطوان الحسيمة
المركز الاستشفائي الجامعي طنجة تطوان الحسيمة هو مركز استشفائي جامعي يقع في مدينة طنجة. وهو يمتد على مساحة إجمالية قدرها 23 هكتار، منها 89 ألف و72 متر مربع مغطاة، وهو يقع بالقرب من المركز الجهوي للأنكولوجيا وكلية الطب والصيدلة. وهو مؤسسة عمومية تتمتع بالشخصية المعنوية والاستقلال المالي، وخاضع لوصاية وزارة الصحة.
تتجاوز الطاقة الاستيعابية للمركز الاستشفائي الجامعي طنجة تطوان الحسيمة 771 سريرا مع توفره على أحدث المعدات التقنية، ويقدم المركز الرعاية من المستوى الثالث، والرعاية العامة والمتخصصة والجد متخصصة للمرضى في حالات الطوارئ أوفي حالة الأنشطة المبرمجة.

## تاريخ
في 22 شتنبر 2015، أشرف الملك محمد السادس على إعطاء انطلاقة أشغال إنجاز المركز الاستشفائي الجامعي طنجة تطوان الحسيمة.

## التجهيزات
يتوفر المركز على:
- 23 غرفة للعمليات بما في ذلك غرفة العمليات الهجينة مع جهاز الأشعة المقطعية (TDM) مدمج
- 3 أجهزة للتصوير بالرنين المغناطيسي (IRM) وجهازين للأشعة المقطعية (TDM) مع غرفتي قسطرة جراحية للقلب والأوعية الدموية
- مركز الإصابات والحروق البليغة
- مختبر علم الأحياء الطبية، غرفة P3، علم وظائف الأعضاء
- مصلحة الطب النووي مع جهاز التصوير المقطعي بالإصدار البوزيتروني (PET- SCAN)
- وحدة زرع النخاع العظمي ووحدة دراسة النوم
- مركز الإنجاب عن طريق المساعدة الطبية
- خدمة المساعدة الطبية الطارئة (SAMU) مع مركز علاج الصدمات النفسية (TRAUMA)، مهبط طائرات الهليكوبتر، غرفة العمليات خاصة بحالات الطوارئ ومركز محاكاة
- صيدلية معلوماتية، تعقيم عالي المستوى ووحدة الإنتاج الغذائي